# 1491

## Esdeveniments
Països Catalans
Resta del món
- 25 de novembre - Granada (Andalusia): hi comença el setge que posarà fi al regne de Granada, el darrer regne musulmà a la península Ibèrica.

## Naixements
Països Catalans
Resta del món
- 7 de juny - Sant-Maloù, Regne de França: Jacques Cartier, explorador francès.[1]
- 26 d'octubre - Pequín (Xina): Zhu Houzhao, onzè emperador de la Dinastia Ming amb el nom d'emperador Zhengde (m. 1521).

## Necrològiques
Països Catalans
- 29 d'octubre - Lleida: Manuel de Montsuar i Mateu, 28è president de la Generalitat de Catalunya

Resta del món